# The Rose Table of Perfect
The Rose Table of Perfect es una obra de arte de James Lee Byars destacada como una de las 100 más importantes de la colección del Institut Valencià d'Art Modern. Se trata de una esfera de poliespán compuesta por 3333 rosas rojas.
Se creó en 1989 para ser exhibida en el MoMA de Nueva York, reinstalándose posteriormente en otros centros de arte. Se instaló en el Centre del Carme del IVAM de Valencia el 1994, y estaba compuesta por miles de rosas rojas cuya degradación formaba parte de la obra.
La perfección a que el título de la obra hace referencia contrasta con la degradación de las flores, que inexorablemente pasaban de un estado a otro. También se juega con el hecho de que la esfera sea un cuerpo geométrico perfecto, y que esté compuesta por exactamente 3333 flores.